# Ton Richter
Antonius Maria "Ton" Richter, född 16 november 1919 i Blaricum, död 10 augusti 2009 i Hilversum, var en nederländsk landhockeyspelare.
Richter blev olympisk bronsmedaljör i landhockey vid sommarspelen 1948 i London.